# Europese weg 80
De Europese weg 80 of E80 is een Europese weg die loopt van de Portugese hoofdstad Lissabon naar de Turks-Iraanse grens bij de Turkse plaats Gürbulak. Hierbij doorloopt de weg Portugal, Spanje, Frankrijk, Italië, Kroatië, Montenegro, Kosovo, Servië, Bulgarije en Turkije.

## Algemeen
De Europese weg 80 is een van de Europese West-Oost-oriëntatiewegen en verbindt de Portugese hoofdstad Lissabon met de bij de Turks-Iraanse grens liggende Turkse plaats Gürbulak en komt hiermee op een afstand van ongeveer 6.144 kilometer. De route is door de UNECE als volgt vastgelegd: Lissabon - Santarém - Leiria - Coimbra - Aveiro - Viseu - Guarda - Vilar Formoso - Salamanca - Valladolid - Burgos - San Sebastian - Pau - Toulouse - Narbonne - Nîmes - Aix-en-Provence - Nice - Ventimiglia - Savona - Genua - La Spezia - Migliarino - Livorno - Grosseto - Civitavecchia - Rome - Pescara ... Dubrovnik - Petrovac - Podgorica - Pristina - Niš - Dimitrovgrad - Sofia - Plovdiv - Svilengrad - Edirne - Babaeski - Silivri - Istanboel - İzmit - Adapazarı - Bolu - Gerede - Ilgaz - Amasya - Niksar - Refahiye - Erzincan - Askale - Erzurum - Ağrı - Gürbulak - Iran.

## Portugal
Vanaf het beginpunt Lissabon (kruising E90)  volgt de E80 samen met de E1 de A1 tot Albergaria-a-Velha bij Aveiro, waar de E80 afslaat naar het oosten over de  A25 naar Viseu (kruising E801), waar de E80 even via de rondweg (A24 en de IP5) gaat om vervolgens weer verder te lopen via de A25 tot Vilar Formoso bij de grens met Spanje.

## Spanje

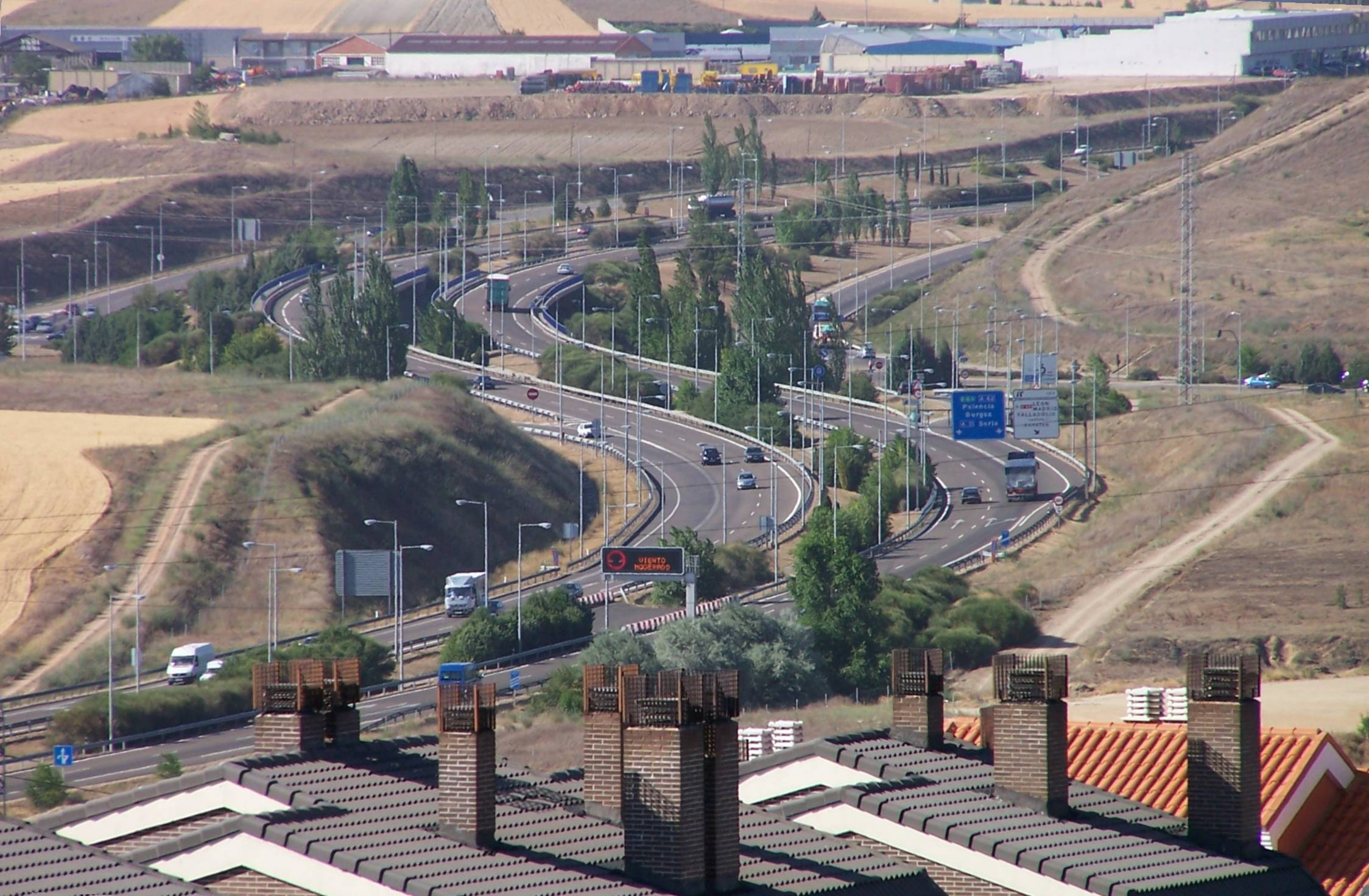
E80 bij Valladolid, Spanje.

Vanaf de Portugees-Spaanse grens bij Fuentes de Oñoro volgt de E80 de A-62, de Autovía de Castilla via Salamanca (kruising E803) en Valladolid naar Burgos (kruising E5). Daar gaat het een klein stukje over de BU-3, de ring om Burgos, en vervolgens verder via de AP-1, de Autopista del Norte tot Armiñón en aansluitend de N-I naar San Sebastián. Vandaar is het nog een klein stukje via de A-8, de Autovía del Cantábrico naar de grens bij Irún.

## Frankrijk
De E80 volgt vanaf de grens bij Biriatoude de A63 tot Saint-Pierre-d'Irube bij Bayonne. Vandaar gaat de E80 in eerste instantie verder via de D1, die later overgaat in de A64. Deze wordt volledig gevolgd tot Toulouse. Vervolgens een klein stukje (7,5 km) over de A620, de Périphérique van Toulouse. Daarna gaat de E80 via de A61, de Autoroute des Deux Mers naar Narbonne. Vanuit Narbonne wordt de A9, La Languedocienne, gevolgd tot Nîmes vanwaar de E80 op de A54 verdergaat. De A54 is tussen Arles en Saint-Martin-de-Crau onderbroken door de RN572 en RN113. Bij het einde van de A54 in Salon-de-Provence gaat de E80 verder via de A7, de Autoroute du Soleil, tot Coudoux en vervolgens de A8, La Provençale, tot de Italiaanse grens bij Menton.

## Italië

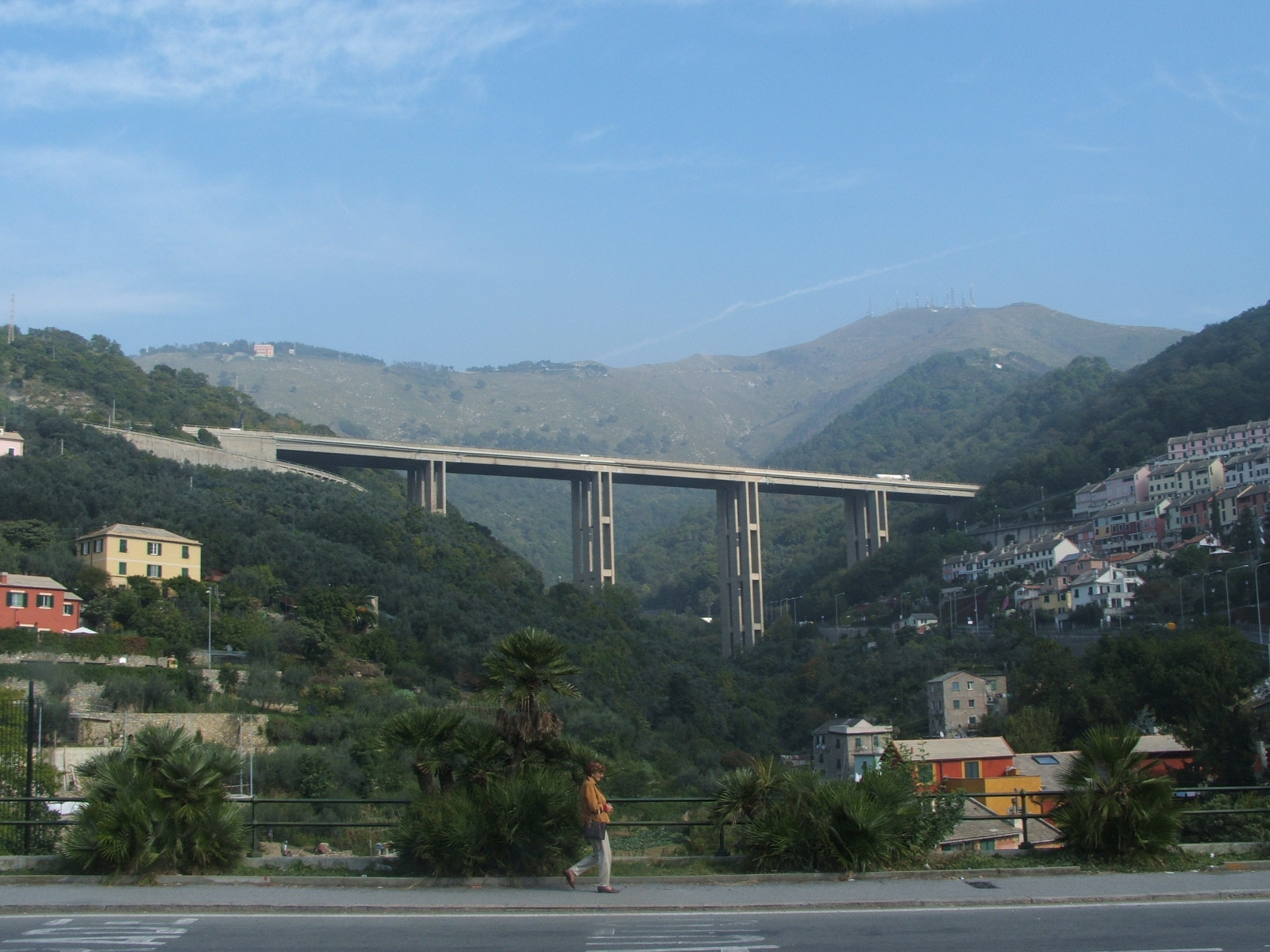
E80 bij Genua.

Vanaf de grens bij Grimaldi volgt de E80 de gehele A10, de Autostrada dei Fiori tot Genua, waar de route verdergaat via de A12, de Autostrada Azzurra. De A12 wordt gevolgd tot Rosignano Marittimo waar deze eerst overgaat in de SS 1 Variante Aurelia tot Grosseto en later in de SS 1 Via Aurelia tot Civitavecchia alwaar de A12 weer verder loopt tot Fiumicino. De A91 brengt de E80 vervolgens naar Rome, waar de E80 de ring (A90, Grande Raccordo Anulare di Roma) rond Rome volgt. De ring wordt verlaten via de A24, de Autostrada dei Parchi, die tot Torano wordt gevolgd om vervolgens via de A25, de Autostrada dei Parchi, Pescara door te lopen. RA12 en de SS 16 gaat de E80 vervolgens naar de haven.

## Kroatië
Vanaf Dubrovnik loopt de E80 via hetzelfde traject als de E65. De E80 loopt over de 8 langs de Kroatische kust via Gruda naar de grens met Montenegro.

## Montenegro
- M-1 grens met Kroatië - Kotor - Petrovac na Moru - Sutomore
- M-1.1 Sutomore - Virpazar
- M-2 Virpazar - Podgorica - Ribarevina
- M-5 Ribarevina - Berane - Rožaje - grens met Servië

## Servië
- 22 grens met Montenegro - Mehov Krš - Ribariće
- 32 Ribariće - Vitkoviće - grens met Kosovo

## Kosovo
- M-2 grens met Servië - Mitrovicë - Pristina
- R7 Pristina - Trudë
- M-25 Trudë - grens met Servië

## Servië
- 25 Kosovo - Kuršumlija - Prokuplje - Niš
- 1.12 Niš - Pirot - Dimitrovgrad - BG

## Bulgarije

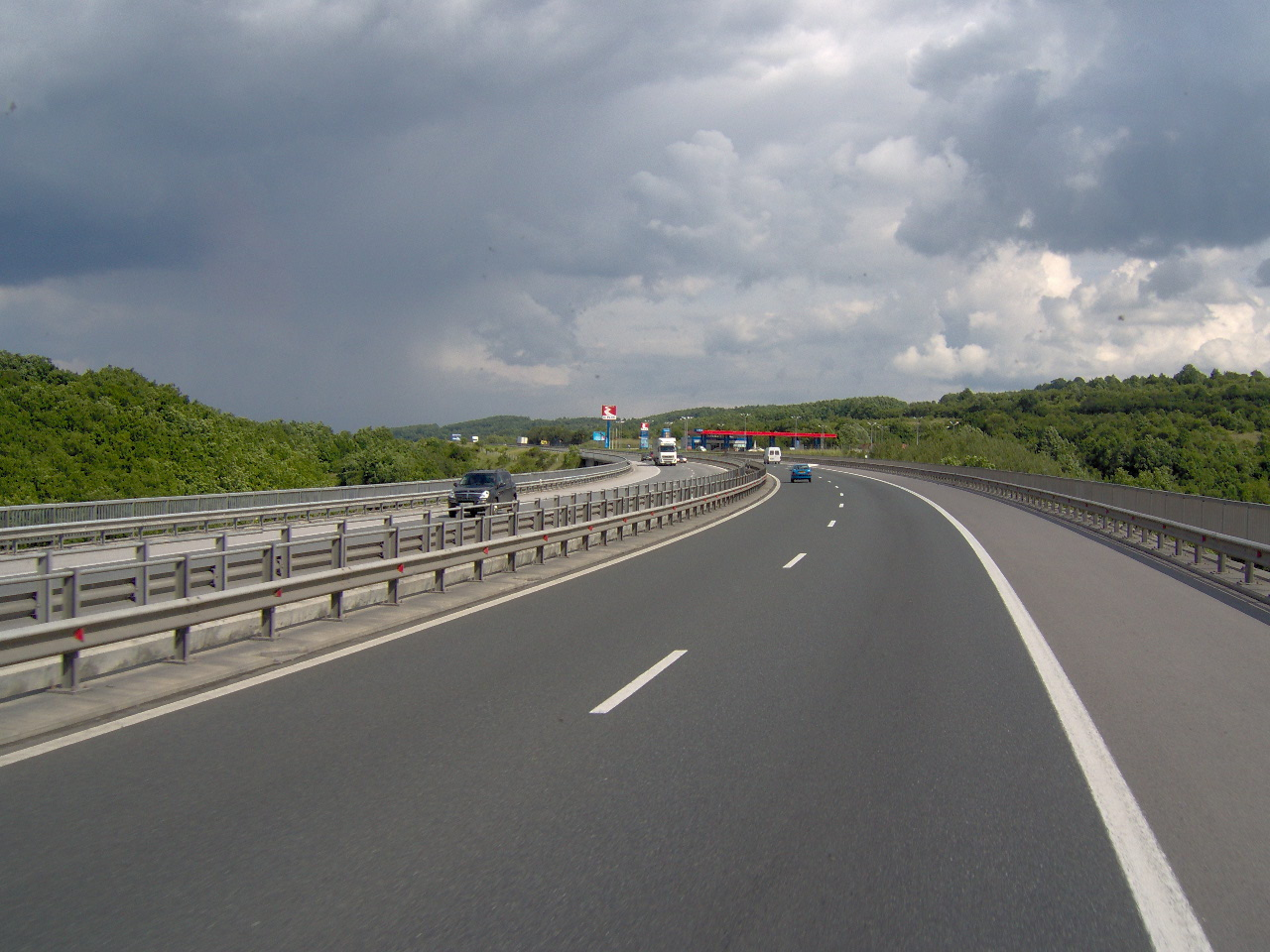
E80 ten Oosten van Sofia, Bulgarije

- Sofia
- Plovdiv

## Turkije
De E80 loopt hier achtereenvolgens via de wegen:
- Edirne - Istanboel
- Ringweg Istanboel
- Istanboel - Bolu
- Bolu - Iran